# Lehri
Lehri (franska: Lehri (CR), Lehri (Commune Rurale), arabiska: أيت بن يعقوب) är en kommun i Marocko.   Den ligger i provinsen Khénifra och regionen Béni Mellal-Khénifra, i den nordöstra delen av landet, 180 km sydost om huvudstaden Rabat. Antalet invånare är 9 424.